# مسجد جامع بیلند
مسجد جامع بیلند مربوط به دوره قاجار است و در شهرستان گناباد، بخش مرکزی، روستای بیلند واقع شده و این اثر در تاریخ ۲۵ اسفند ۱۳۸۰ با شمارهٔ ثبت ۵۱۴۳ به‌عنوان یکی از آثار ملی ایران به ثبت رسیده است.